# Victoria Kaspi
Victoria Michelle "Vicky" Kaspi (née le 30 juin 1967) est astrophysicienne canadienne et professeure à l'Université McGill. Ses recherches sont surtout au domaine des  étoiles à neutrons et des pulsars.
Elle est lauréate de la Médaille Herzberg 2016 pour ses recherches sur les étoiles à neutrons.

## Biographie
Kaspi est née en Austin, Texas, mais sa famille déménage au Canada lorsqu'elle a sept ans. Elle complète ses études du premier cycle à McGill en 1989, et poursuit ses études supérieures à l'Université de Princeton, où elle termine son doctorat en 1993 sous la direction de l'astrophysicien prix Nobel Joseph Taylor, Après des postes au California Institute of Technology, au Jet Propulsion Laboratory, et au Massachusetts Institute of Technology, elle obtient un poste de professeure à McGill en 1999. où elle détient l'une des premières chaires de recherche du Canada à McGill. En 2006 elle est nommée Professeure d'astrophysique Lorne Trottier. Elle est aussi Fellow de l'Institut  canadien pour la recherche avancée.
Son mari, David Langleben, est cardiologue à  McGill et chef de la cardiologie à l'hôpital général juif de Montréal.

## Recherches
Les observations par Kaspi du pulsar associé avec le rémanent de supernova G11.2−0.3 à la  constellation Sagittaire, à l'aide de l'observatoire aux rayons-X Chandra, démontrent que le pulsar est au centre exact de la supernova historique observé par les Chinois en l'année 386. Ce pulsar n'est que le deuxième à être associé à un rémanent de supernova, le premier étant celui de la nébuleuse du Crabe, et les observations de Kaspi renforcent de beaucoup l'hypothèse d'un rapport entre les pulsars et les supernovas. En plus, cette observation met en doute les méthodes de datation des pulsars par leurs vitesses de rotation, méthodes qui indiquent pour ce pulsar un âge 12 fois plus élevé que la supernova associée.
Les recherches de Kaspi à l'aide du satellite artificiel Rossi X-ray Timing Explorer  démontrent que les sursauteurs gamma mous, sources astronomiques des épisodes irréguliers d'émission des rayons gamma, ainsi que les pulsars anormaux à rayons-X, pulsars à rotation lente et champ magnétique élevé, peuvent tous les deux être expliqués comme étant des magnétars,.
Elle participe aussi à la découverte du pulsar avec la vitesse de rotation la plus rapide connue, PSR J1748-2446ad, des amas stellaires avec une concentration élevée de pulsars. En se servant de l'observatoire de Green Bank), elle participe en plus au recyclage cosmique d'un pulsar à rotation lente dans un pulsar milliseconde à rotation beaucoup plus rapide,.

## Prix et distinctions
- 1998 - prix d'astronomie Annie J. Cannon de l'Union américaine d'astronomie
- 2004 - Médaille Herzberg de l'Association canadienne des physiciens et physiciennes en 2004[6]
- 2006 - Prix Steacie[11]
- 2006 - Médaille commémorative Rutherford de la Société Royale du Canada
- 2009 - Prix Marie-Victorin[1],[3]
- 2010 - Fellow de la Royal Society (de Londres)[12]
- 2010 -  Médaille John C. Polanyi[13]
- 2016 - Première femme à gagner la médaille d'or Gerhard-Herzberg en sciences et en génie du Canada[14]
- 2019 - Parmi les portraits des vingt-et-une Montréalaises exceptionnelles qui se démarquent sur les plans social, scientifique et culturel[15]
- 2019 - Top 10 Nature[16]